# Escut de Namíbia
L'escut de Namíbia fou adoptat oficialment el 21 de març del 1990, arran de la independència. Inclou com a motiu central els colors de la bandera, amb elements representatius de la fauna i la flora del país com els òrixs del Cap, el pigarg africà i la welwítsquia, planta endèmica del desert de Namíbia, provinent de l'escut anterior que usava l'administració sud-africana.

## Blasonament
- Escut tercejat en barra d'atzur, de gules i de sinople, amb la barra perfilada d'argent. La primera partició va carregada d'un sol d'or de dotze raigs.
- Com a suport, dos òrixs del Cap al natural, un a banda i banda, que descansen damunt una terrassa d'or carregada amb una welwítsquia. A sota, una cinta d'argent amb el lema nacional en anglès escrit en lletres majúscules de sable: UNITY, LIBERTY, JUSTICE ('Unitat, Llibertat, Justícia').
- Timbra l'escut un borlet de sinople carregat de sis losanges d'or posades en faixa, somat d'un pigarg africà al natural amb les ales esteses.

## Història

### Proposta d'escut durant l'administració alemanya (1914)

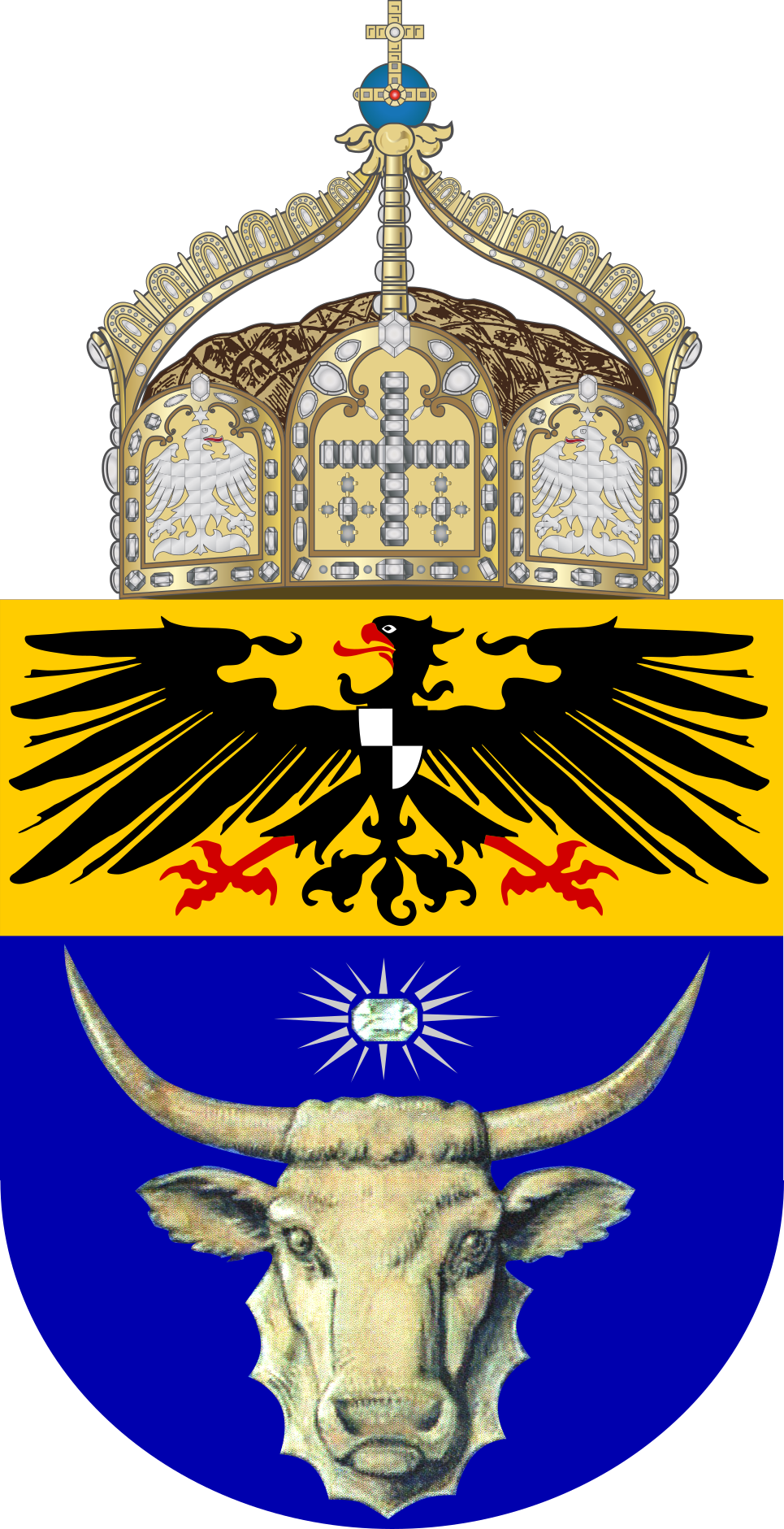
Proposta d'escut durant l'administració alemanya

El 1914, el govern alemany va decidir assignar escuts heràldics per a les seves colònies d'ultramar, que incloïen l'Àfrica Sud-occidental. L'escut fou dissenyat però, arran de l'esclat de la Primera Guerra Mundial, no van arribar a entrar en vigor. S'hi representava un rencontre de bou afrikaner, un diamant l'àguila imperial alemanya.

### Escut durant l'administració sud-africana (1963-1989)
L'administració sud-africana va encarregar el disseny de l'escut de l'Àfrica Sud-occidental a l'heraldista Coenraad Beyers i es van adoptar oficialment el 1963.
El blasonament era el següent:
- Escut de gules capat corbat d'argent, amb un rencontre de moltó caracul de sable a la destra i un cap i un coll de bou afrikaner al natural a la sinistra; al peu, tres diamants triangulars d'argent posats 2,1 sobremuntats de dos martells de miner d'or passats en sautor. Al cap, de gules, un pal d'argent carregat d'una àguila de sable linguada i membrada de gules, dextrat d'una representació del Fort Namutoni i sinistrat d'un padrão portuguès, ambdós d'argent.
- Com a suports, una gasela saltadora a la destra i un cudú a la sinistra, afrontats i al natural, descansant en una terrassa en forma de desert on hi creix una welwítsquia, també al natural. A sota, el lema en llatí VIRIBUS UNITIS ('Amb la unió de forces').
- Timbra l'escut un borlet d'argent i de gules somat per un òrix del Cap arrestat i mirant de cara.